# Actinote canutia
Actinote canutia är en fjärilsart som beskrevs av Carl Heinrich Hopffer 1873. Actinote canutia ingår i släktet Actinote och familjen praktfjärilar. Inga underarter finns listade i Catalogue of Life.